# Саловка (Бугурусланський район)
Са́ловка (рос. Саловка) — присілок у складі Бугурусланського району Оренбурзької області, Росія.

## Населення
Населення — 135 осіб (2010; 135 у 2002).
Національний склад (станом на 2002 рік):
- росіяни — 62 %
- чуваші — 30 %